# Chéraute
Chéraute – miejscowość i gmina we Francji, w regionie Nowa Akwitania, w departamencie Pireneje Atlantyckie.
Według danych na rok 1990 gminę zamieszkiwały 1193 osoby, a gęstość zaludnienia wynosiła 34 osób/km² (wśród 2290 gmin Akwitanii Chéraute plasuje się na 364. miejscu pod względem liczby ludności, natomiast pod względem powierzchni na miejscu 219.).